# تويستد (إطار عمل)
تويستيد (بالإنجليزية: Twisted)‏ هو إطار عمل لتطبيقات الشبكة، مكتوب بلغة بايثون وتحت رخصة إم آي تي.

## استخدامه
استخدم تويستد في مواقع كأوميجل ، تطبيق دردشة عبر الإنترنت، وتطبيقات مزامنة كدروبوكس.

## روابط خارجية
- تويستد على موقع Open Hub (الإنجليزية)

لم يتم العثور على روابط لمواقع التواصل الاجتماعي.